# Bernhard Stomporowski
Bernhard Stomporowski (Brunswick, 19 de mayo de 1966) es un deportista alemán que compitió en remo. Estuvo casada con la remera Katrin Rutschow.
Ganó siete medallas en el Campeonato Mundial de Remo entre los años 1987 y 1998. Participó en los Juegos Olímpicos de Atlanta 1996, ocupando el quinto lugar en la prueba de cuatro sin timonel ligero.

## Palmarés internacional
| Representando a la RFA   |                               |                   |                           |
| Campeonato Mundial       |                               |                   |                           |
| Año                      | Lugar                         | Medalla           | Prueba                    |
| 1987                     | Copenhague (Dinamarca)        | Medalla de plata  | Ocho con timonel ligero   |
| 1989                     | Bled (Yugoslavia)             | Medalla de oro    | Cuatro sin timonel ligero |
| 1990                     | Tasmania (Australia)          | Medalla de oro    | Cuatro sin timonel ligero |
| Representando a Alemania |                               |                   |                           |
| Campeonato Mundial       |                               |                   |                           |
| Año                      | Lugar                         | Medalla           | Prueba                    |
| 1992                     | Montreal (Canadá)             | Medalla de bronce | Ocho con timonel ligero   |
| 1994                     | Indianápolis (Estados Unidos) | Medalla de bronce | Cuatro sin timonel ligero |
| 1995                     | Tampere (Finlandia)           | Medalla de bronce | Cuatro sin timonel ligero |
| 1998                     | Colonia (Alemania)            | Medalla de oro    | Ocho con timonel ligero   |